# 大歳駅
大歳駅（おおとしえき）は、山口県山口市朝田にある、西日本旅客鉄道（JR西日本）山口線の駅である。

## 概要
1908年（明治41年）10月15日に大日本軌道山口支社（現・山口線の前身）新町駅（現・新山口駅付近） - 山口駅（現・亀山公園付近）間開通時に、当時の吉敷郡大歳村の玄関口となる大歳駅（おおとしえき）として開設。大日本軌道時代は現住所東側（現・山口市立大歳小学校付近） に駅が設置されていた。

## 歴史
- 1908年（明治41年）10月15日：大日本軌道山口支社新町駅（現・新山口駅付近） - 山口駅（現・亀山公園付近）間開通時に開設[1][2]。一般駅[2]。
- 1913年（大正2年）2月20日：大日本軌道山口支社国有化、鉄道院の駅として現住所に移転。
- 1961年（昭和36年）6月6日：貨物取扱廃止[2]。
- 1971年（昭和46年）8月10日：荷物扱い廃止[2]。
- 1984年（昭和59年）2月1日：無人駅化[3]。
- 1987年（昭和62年）4月1日：国鉄分割民営化に伴い、JR西日本の駅となる[4]。
- 2009年（平成21年）3月14日：ダイヤ改正に伴い、快速「通勤ライナー」（2023年3月17日廃止）の停車駅となる。
- 2011年（平成23年）3月末：第66回国民体育大会「おいでませ!山口国体」に合わせて、駅舎改修[5]。

## 駅構造

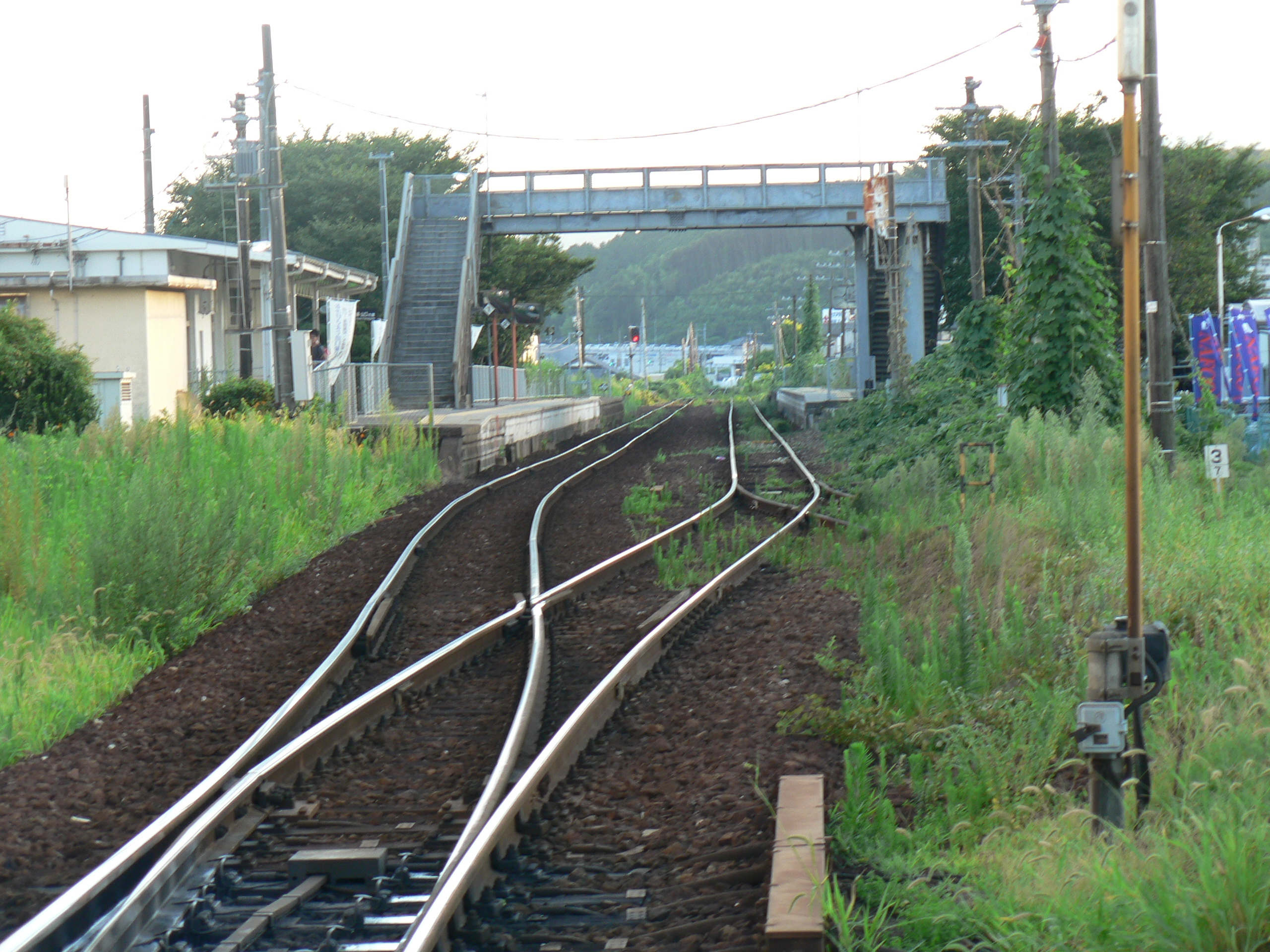
構内を山口側の踏切から望む（2013年8月）

相対式ホーム2面2線を有する地上駅。駅本屋は上り線側（駅南側）にあり、そこから跨線橋がホーム益田寄りへ連絡している。
新山口駅管理の無人駅。駅舎内に自動券売機が設置されている。
山口線新山口駅 - 山口駅間で唯一列車交換可能な駅であるため、快速「SLやまぐち号」や特急「スーパーおき」が運転停車を行う場合がある。また、以前の貨物用側線には保線機械が時折留置されている。

### のりば
| のりば | 路線    | 方向 | 行先             |
| ------ | ------- | ---- | ---------------- |
| 1      | ■山口線 | 上り | 新山口行き       |
| 2      | ■山口線 | 下り | 山口・津和野方面 |

## 利用状況
近年の1日平均乗車人員の推移は以下の通り。
| 乗車人員推移 | 乗車人員推移 |
| 年度         | 1日平均人数  |
| ------------ | ------------ |
| 1999         | 161          |
| 2000         |              |
| 2001         | 149          |
| 2002         | 176          |
| 2003         | 193          |
| 2004         | 178          |
| 2005         | 187          |
| 2006         | 188          |
| 2007         | 191          |
| 2008         | 183          |
| 2009         | 190          |
| 2010         | 180          |
| 2011         | 186          |
| 2012         | 198          |
| 2013         | 190          |
| 2014         | 174          |
| 2015         | 192          |
| 2016         | 209          |
| 2017         | 199          |
| 2018         | 206          |
| 2019         | 208          |
| 2020         | 178          |
| 2021         | 187          |
| 2022         | 211          |

## 駅周辺
旧大歳村の中心地区に当たり、古くからの住宅と都市化進展に伴い建設された新興住宅が混在する地域である。
- 山口県立山口総合支援学校
- 山口市大歳地域交流センター（旧・山口市役所大歳出張所、大歳公民館）
- 大歳郵便局
- 維新百年記念公園（維新公園）：駅から約700m（徒歩約10分）の県道宮野大歳線（旧国道9号）沿いにある。
  - 維新百年記念公園陸上競技場：駅から約1km（徒歩約12分）。競技場をホームスタジアムとするJリーグ・レノファ山口FCは本駅を最寄駅として案内している[7]。なお、維新公園を管理する（一財）山口県施設管理財団は、隣の矢原駅を最寄駅として案内している[8]。
- 山口県立西京高等学校：駅から南東に2km、椹野川を渡った先にある
- パナソニック エレクトロニックデバイスジャパン アルミキャパシタ ディビジョン（旧・山口松下電器）
- 山口宇部道路 朝田IC
- ハイパーモールメルクス山口
  - フジグラン山口
  - ミスターマックス 山口店

## 隣の駅
西日本旅客鉄道（JR西日本）
■山口線
仁保津駅 - 大歳駅 - 矢原駅